# Jaejama
Souostroví Jaejama (japonsky 八重山諸島 [Jaejama šotó]) je skupina ostrovů na hranici mezi Východočínským mořem a Filipínským mořem, která je v rámci prefektury Okinawa součástí Japonska.

## Geografie

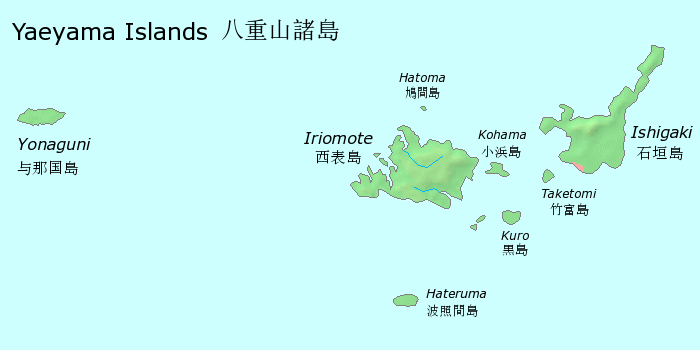
Mapa souostroví Jaejama

Souostroví je nejodlehlejší částí Japonska (od jeho hlavních ostrovů) a nacházejí se zde jeho nejjižnější (Hateruma) a nejzápadnější (Jonaguni) obydlené ostrovy. Souostroví tvoří nejjižnější část souostroví Rjúkjú. Je vulkanického původu a mezi horninami zde převládá žula, a to především na rozlehlejších ostrovech. Ostrovy jsou z větší míry obklopeny korálovými útesy. Na Irimote teče nejdelší řeka celého souostroví Rjúkjú Urauči (18,8 km).
Flóra je na ostrovech zastoupena především tropickou džunglí a mangrovníkovými porosty. Fauna se vyznačuje některými endemickými druhy jako je kůň Jonaguni, Trimeresurus elegans – had z podčeledi chřestýšovitých, poddruh kočky bengálské (Prionailurus bengalensis iriomotensis). Na ostrovech Iriomote, Kohama, Kuro, Taketomi a Išigaki se rozkládá národní park, který byl vyhlášen v r. 1972. Okolní moře je druhově pestré a významné je zimní shromažďování kladivounů ve vodách ostrova Jonaguni.
Klima na ostrovech je oceánické, tropické. Průměrná roční teplota vzduchu je 24,0 °C a přibližně stejná (25,0 °C) je i průměrná teplota okolního moře. Měsíční minimum je v lednu 18,3 °C, a maximum v červenci 29,3 °C. Srážky jsou časté a jsou rozloženy do celého roku s maximem ke konci léta; jejich roční úhrn je 2 283 mm. Větry zde vanou stálé o průměrné rychlosti 4,7 km/h a průměrná vlhkost vzduchu je 77 %.
Přehled obydlených ostrovů dává následující tabulka:
| Správní celek                 | Ostrov      | Japonsky | Satelitní snímek | Plocha [km²] | Nejvyšší bod [m n. m.] | Zeměpisné souřadnice              |
| ----------------------------- | ----------- | -------- | ---------------- | ------------ | ---------------------- | --------------------------------- |
| městský okres Išigaki         | Išigaki     | 石垣島   |                  | 222,64       | 526                    | 24°20′4″ s. š., 124°9′22″ v. d.   |
| okres Jaejama, město Taketomi | Aragusuku   | 新城島   |                  | 3,34         | 20                     | 24°13′25″ s. š., 123°56′9″ v. d.  |
| okres Jaejama, město Taketomi | Hateruma    | 波照間島 |                  | 12,77        | 60                     | 24°2′25″ s. š., 123°47′16″ v. d.  |
| okres Jaejama, město Taketomi | Iriomote    | 西表島   |                  | 289,28       | 470                    | 24°17′33″ s. š., 123°51′43″ v. d. |
| okres Jaejama, město Taketomi | Kohamadžima | 小浜島   |                  | 7,84         | 99                     | 24°20′28″ s. š., 123°58′51″ v. d. |
| okres Jaejama, město Taketomi | Kurošima    | 黒島     |                  | 10,02        | 14                     | 24°14′22″ s. š., 124°0′53″ v. d.  |
| okres Jaejama, město Taketomi | Sotobanari  | 外離島   |                  | 1,32         | 149                    | 24°22′23″ s. š., 123°42′58″ v. d. |
| okres Jaejama, město Taketomi | Taketomi    | 竹富島   |                  | 5,42         | 21                     | 24°19′4″ s. š., 124°5′12″ v. d.   |
| okres Jaejama, město Taketomi | Jubu        | 由布島   |                  | 0,15         | 2                      | 24°20′34″ s. š., 123°56′1″ v. d.  |
| okres Jaejama, město Taketomi | Hatoma      | 鳩間島   |                  | 0,96         | 34                     | 24°28′22″ s. š., 123°49′12″ v. d. |
| okres Jaejama, město Jonaguni | Jonaguni    | 与那国島 |                  | 28,91        | 231                    | 24°28′6″ s. š., 123°0′17″ v. d.   |

## Obyvatelstvo
Převážná část obyvatel (48 000) žije na ostrově Išigaka. Většina obyvatel mluví jaejamštinou ( 八重山語 [jaima muní]), což je jeden z japonsko-rjúkjúských jazyků. Na Jonaguni se hovoří jonagunsky (与那国語). Japonština je rozšířena jako druhý jazyk.
Na ostrov Iriomate byla ke konci druhé světové války zatažena malárie, protože zde byli umístěni uprchlíci z tropických oblastí obsazených Japonci. Po válce byla ohniska malárie zlikvidována.

## Hospodářství
Hlavním zdrojem obživy na ostrovech býval rybolov. Průmysl se objevil se začleněním do Japonska. V letech 1889 až 1959 zde bylo těženo černé uhlí. Z pěstovaných plodin má největší význam cukrová třtina. Po druhé světové válce vzrostl význam služeb, zprvu spojených s existencí amerických vojenských základen. Poslední obydlený ostrov byl elektrifikován až v r. 1960. Význam pasivní turistiky soustavně vzrůstá a ostrovy jsou vyhledávaným cílem domácích turistů, které přitahují písečné pláže, příroda a některé zajímavosti jako např. jonagunský podmořský výtvor.
Ostrovy jsou dobře propojeny mnoha trajekty. Na ostrovech Hateruma, Išigaki a Jonaguni jsou letiště vnitrostátního významu.

## Historie
Ostrovy byly od středověku součástí království Rjúkjú. V r. 1771 byly zasaženy vlnou cunami. Koncem 19. století je Japonsko anektovalo spolu s celým královstvím. Po porážce Japonska ve druhé světové válce podléhaly americké správě. Podle čl. 3 sanfranciské smlouvy patřily ostrovy k územím, která měla být se souhlasem OSN převedena do správy USA. Pro odpor Sovětského svazu OSN takový souhlas nevydalo. Ostrovy byly 17. června 1971 Japonsku navráceny.